# Hideho Takagi
Pour les articles homonymes, voir Takagi (homonymie).
Shihan Hideho Takagi, 8e dan, né le 23 juillet 1942, en Mandchourie, est un karatéka japonais. 

## Historique
Il a commencé la pratique du karaté wado-ryu en 1966, sous la direction de Hironori Ōtsuka. Il réside actuellement à Tokyo. Il est un des principaux dirigeants de la Japan Karate Federation Wadokai.